# Evgenij Firsovič Šerstobitov
Evgenij Firsovič Šerstobitov (19 giugno 1928 – Mosca, 20 ottobre 2008) è stato un regista sovietico.

## Filmografia parziale

### Regista
- Skazka o Mal'čiše-Kibal'čiše (1964)
- Akvalangi na dne (1965)